# Cascades de Kintampo
Pour les articles homonymes, voir Kintampo (homonymie).
Les cascades de Kintampo sont l'une des plus hautes cascades du Ghana, situées dans la région du  Bono oriental. Elle est connue sous le nom de Sanders Falls à l'époque coloniale. Elle est située sur la rivière Pumpum, un affluent de la Volta Noire, à environ 4 km au nord de la commune de Kintampo, sur la route Kumasi - Tamale. C'est juste après la halte routière des chutes en se dirigeant vers le nord, sur le côté droit de la route. Cette cascade est cachée dans la forêt et formée de trois chutes principales, la plus longue mesurant 25 m, suivi d'un certain nombre de marches et de cascades, et de la rivière, qui tombe d'environ 70 m , ,,,.

## Histoire
Découvertes au XVIIIe siècle, les cascades sont désignées site touristique en 1992.

## Incidents
Le 20 mars 2017, 28 personnes ont été tuées et d'autres blessées après qu'un grand arbre soit tombé sur elles au niveau des cascades, à la suite d'une tempête. La police aurait déclaré que 22 personnes avaient été secourues. Après l'incident, le ministère ghanéen du Tourisme, des Arts et de la Culture a fermé les chutes pour entreprendre une évaluation de la sécurité et de la sûreté, ainsi que la reconstruction. Avant la réouverture au public en 2019, une passerelle auvent a été construite.

## Description
L'eau coule de la rivière Pumpum, un affluent de la Volta Noire qui prend sa source à Pumpumatifi. Les chutes comportent trois étapes. Les deux premières étapes sont facilement accessibles car le chemin est nivelé. Le troisième étage compte environ 173 marches vers le bas et environ 151 marches vers le haut. L'eau coule à une distance d'environ 25 mètres.
Les cascades disposent actuellement d'un parking, d'escaliers, d'un centre de réception et d'une passerelle auvent.